# Gabinet de govern d'Àustria 2016-2017
El govern de Christian Kern va prendre possessió del càrrec el 17 de maig de 2016 i es manté en l'actualitat. És un govern de coalició del Partit Socialdemòcrata d'Àustria (SPÖ) i del Partit Popular d'Àustria (ÖVP).
| XXV Legislatura (des del 16/12/2013) |
| Canceller: Christian Kern (SPÖ)      |

| Ministeri Federal                                     | Titulars                              |
| ----------------------------------------------------- | ------------------------------------- |
| Ministeri Federal                                     | 17 de maig de 2016                    |
| Vicecanceller, Economia, Ciència i Recerca            | Reinhold Mitterlehner (ÖVP)           |
| Finances                                              | Hans Jörg Schelling (ÖVP)             |
| Integració, Afers Europeus i Internacionals           | Sebastian Kurz (ÖVP)                  |
| Família i Joventut                                    | Sophie Karmasin (Cap, ind. ÖVP)       |
| Salut                                                 | Sabine Oberhauser (SPÖ)               |
| Interior                                              | Wolfgang Sobotka (ÖVP)                |
| Justícia                                              | Wolfgang Brandstetter (Cap, ind. ÖVP) |
| Mitjans de Comunicació, Administració, Arts i Cultura | Thomas Drozda (SPÖ)                   |
| Defensa i Esports                                     | Hans Peter Doskozil (SPÖ)             |
| Agricultura, Boscos, Medi Ambient i Gestió d'Aigües   | Andrä Rupprechter (ÖVP)               |
| Treball, Afers Socials i Protecció del Consumidor     | Alois Stöger (SPÖ)                    |
| Educació                                              | Sonja Hammerschmid (Cap, ind. SPÖ)    |
| Transport, Innovació i Tecnologia                     | Jörg Leichtfried (SPÖ)                |

| 17 de maig de 2016                           |                     |
| Cancelleria                                  | Muna Duzdar (SPÖ)   |
| Vicecancelleria, Economia, Ciència i Recerca | Harald Mahrer (ÖVP) |